# Distrito municipal de Kėdainiai
Distrito municipal de Kėdainiai o distrito de Kėdainiai (Kėdainių rajono savivaldybė; Kėdainių rajonas) está en el centro de Lituania, en el condado de Kaunas. Cubre un área de 1677 km² y albergaba una población de 64.600 personas en 2005. La cabecera es la localidad de Kėdainiai.

## Localidades
El distrito alberga varias localidades:
- Una ciudad: Kėdainiai;
- 10 poblaciones mayores: Akademija, Dotnuva, Gudžiūnai, Josvainiai, Krakės, Pagiriai, Pernarava, Surviliškis, Šėta y Truskava;
- 534 pueblos.

## Comunas (Seniūnijos)
En el distrito hay 11 comunas (entre paréntesis la cabecera):
- Dotnuvos seniūnija (Dotnuva)
- Gudžiūnų seniūnija (Gudžiūnai)
- Josvainių seniūnija (Josvainiai)
- Kėdainių miesto seniūnija (Kėdainiai)
- Krakių seniūnija (Krakės)
- Pelėdnagių seniūnija (Pelėdnagiai)
- Pernaravos seniūnija (Pernarava)
- Surviliškio seniūnija (Surviliškis)
- Šėtos seniūnija (Šėta)
- Truskavos seniūnija (Pavermenys)
- Vilainių seniūnija (Vilainiai)